# Zatrephes rosacea
Zatrephes rosacea là một loài bướm đêm thuộc phân họ Arctiinae, họ Erebidae.